# Норрингтон, Роджер
Сэр Роджер Артур Карвер Норрингтон (англ. Roger Arthur Carver Norrington; 16 марта 1934, Оксфорд — 18 июля 2025) — британский дирижёр, видный представитель аутентичного исполнительства.

## Биография
Сын крупного издателя и оксфордского академического деятеля Артура Норрингтона (1899—1982). Учился в Вестминстерской школе, в кембриджском Клэр Колледже, в Королевском колледже музыки у сэра Адриана Боулта. В 1960-е годы выступал как тенор, в 1962 году организовал хор имени Шютца. В 1969—1984 годах — музыкальный руководитель оперного театра графства Кент.
В 1978—1997 годах — основатель и музыкальный руководитель ансамбля аутентистов London Classical Players во главе с Джоном Холлоуэем. В 1985—1989 годах — главный дирижёр Борнмутской симфониетты. В 1990—1994 возглавлял нью-йоркский Orchestra of St. Luke. В 1998—2011 годах возглавлял Симфонический оркестр Штутгартского радио, с 2011 года — Цюрихский камерный оркестр. Одновременно с 2006 года — художественный советник Общества Генделя и Гайдна (хор и оркестр инструментов эпохи в Бостоне). Исполнял произведения европейских композиторов от Шютца до Воана Уильямса.
13 сентября 2008 года дирижировал в Лондоне последним вечером Би-Би-Си Промс.
Умер 18 июля 2025 года в возрасте 91 года.

## Признание
Офицер Ордена Британской империи (1980), командор (1990) и рыцарь-бакалавр ордена (1997). Премия Эхо-классик (2001), премия Бременского музыкального фестиваля (2004) и другие награды.